# Andre Barrett
Andre Barrett, né le 21 février 1982 dans le Bronx à New York, est un joueur américain de basket-ball.

## Biographie
Barrett effectue son cursus universitaire à l'Université Seton Hall où il évolue avec les Seton Hall Pirates. Durant ses quatre saisons avec cette équipe, il dispute un total de 122 matches. À la fin de sa carrière universitaire, il présente un bilan de 15,3 points, 5,4 passes, 3,7 rebonds et 1,4 interception en 35 minutes 2.
Non retenu lors de la Draft de la NBA, il signe toutefois comme agent libre avec les Knicks de New York mais ceux-ci le libèrent au cours de la pré-saison 2004-2005. Il rejoint ensuite les Rockets de Houston avec lesquels il dispute 27 matches pour un bilan de 3,1 points, 1,8 passe, 1,1 rebond et 0,5 interception. Il termine la saison avec le Magic d'Orlando où il dispute 11 rencontres, marquant 5,6 points, délivrant 2,5 passes, captant 1,9 rebond.
La période suivante de sa carrière voit une succession de passage en NBA Development League (D-League) avec les Florida Flame puis Bakersfield Jam entrecoupés de contrat avec des franchises NBA : en 2005, il fait la préparation avec les Bucks de Milwaukee mais il est finalement non retenu pour la saison. Il se voit ensuite offrir un contrat de dix jours par les Suns de Phoenix en mars 2006, contrat qui est suivi d'un contrat identique. Il est ensuite libéré à l'issue de son deuxième contrat. Il signe alors un nouveau contrat de dix jours, avec les Raptors de Toronto, contrat qui est de nouveau prolongé. Avec cette franchise, il dispute 17 rencontres et inscrit 4,6 points en 15 minutes 4. il retrouve la D-League dans le club de Bakersfield Jam puis, en février 2008, il fait partie d'un transfert qui l'envoie chez les Toros d'Austin, en échange de Justin Reed. Il effectue un nouveau contrat de dix jours en NBA, avec les Clippers de Los Angeles, mais ceux-ci ne renouvellent pas son contrat au terme de celui-ci.
En août 2008, il signe un contrat avec le club espagnol du FC Barcelone. Il dispute 14 rencontres d'Euroligue où il présente un temps de jeu de 12 minutes 16 et des statistiques 3,6 points, 1,7 passe, 1,1 rebond et 0,4 interception. Il dispute le Final Four de cette compétition où Barcelone termine au troisième rang avec une victoire face au club grec de l'Olympiakós. Il remporte le championnat d'Espagne, compétition où ses statistiques sont de 2,8 points, 1,3 passe, 0,7 rebond en 11 minutes.
En février 2010, Barrett joue pour le Stampede de l'Idaho de la D-League.
En juillet 2011, il signe avec Chorale Roanne Basket, club évoluant en Pro A, plus haut niveau professionnel en France.